# Côte de Mawson
 (octobre 2024).
Si vous disposez d'ouvrages ou d'articles de référence ou si vous connaissez des sites web de qualité traitant du thème abordé ici, merci de compléter l'article en donnant les références utiles à sa vérifiabilité et en les liant à la section « Notes et références ».
La côte de Mawson (en anglais : Mawson Coast) est une partie de la côte de la terre de Mac. Robertson en Antarctique.
Plus précisément, il s'agit de la partie entre la baie de William Scoresby (en) et le Monolithe de Murray (en).
Découverte par l'expédition BANZARE[Quand ?], elle porte le nom de Douglas Mawson.